# 长柄荚属
长柄荚属（学名：Mecopus）是蝶形花亚科下的一个属，为一年生草本植物。该属共有长柄荚（Mecopus nidulans）等2种，分布于印度、马来西亚。